# Comenderos Alto
Comenderos Alto es un caserío peruano ubicado en el distrito de Huancabamba, perteneciente a la provincia homónima del departamento de Piura, al norte del Perú. 

## Ubicación
Comenderos Alto se ubica al noreste de la provincia de Huancabamba, en el distrito de Huancabamba, en el departamento de Piura.

## Demografía
En 2017 Comenderos Alto tenía una población de 312 habitantes.
| Gráfica de evolución demográfica de Comenderos Alto entre 1993 y 2017 |
|                                                                       |
| Fuentes: Población 1993 (junto con Comenderos Bajo) y 2017            |